# Иван Григорьевич Большой Мамонов
Иван Григорьевич Большой Мамонов-Димитриев-Нетшин (ум. 1505?) — старший сын окольничего Григория Андреевича Мамона. Возможно сам был окольничим.

## Биография
Иван происходил из московского дворянского рода Нетшиных (Дмитриевых). Дед Ивана, Андрей Дмитриевич Нетшин, был боярином удельного князя Ивана Андреевича Можайского, а его отец, Григорий Андреевич Мамон, перешёл на службу к великому князю Ивану III Васильевичу, став его приближённым советником и попав в его Думу, дослужившись к концу жизни до чина окольничего.
Иван Большой был старшим из трёх сыновей Григория Мамона. Поскольку у него был носивший то же имя брат, Иван Меньшой, то не всегда понятно, какие известия документов об «Иване Мамонове» относятся к Ивану Большому, а какие — к Ивану Меньшому.
В Шереметьевском боярском списке Иван Большой назван окольничим в 1502/1503 году и показан умершим в 1504/1505 году. С этим согласен С. Б. Веселовский. Однако А. А. Зимин сомневается в известиях Шереметьевского списка и указывает, что если Иван и был окольничим, то мог стать им не раньше смерти отца, умершего в 1509/1510 году.
Согласно родословным, Иван Большой, как и его двое братьев, был бездетным.